# Ансамбл „Биљана“ Охрид
Ансамбл „Биљана“ Охрид (мкд. Ансамбл Билјана Охрид )  је вокално-инструментални састав из Охрида, познат по извођењу македонске староградске музике. Основан је 1974. године и један је од значајних ансамбала који су допринели очувању традиционалне градске песме Северне Македоније. Ансамбл је активан и данас и учествује у културним манифестацијама у Северној Македонији

## Дискографија
Ансамбл је током свог постојања издао више албума, међу којима су:
- Свира и пјева ансамбл Биљана Охрид (Југотон, 1974)
- Ансамбл „Биљана“ Охрид (Југотон, 1975)
- Ансамбл Биљана Охрид (Југотон, 1976)
- Ансамбл Билјана Охрид (Југотон, 1978)
- Македонки Билбилјанки (Југотон, 1981)

## Телевизијски наступи
Ансамбл „Биљана“ је 1978. године представљен у специјалној емисији Радио Телевизије Скопље.